# Verwaltungsgemeinschaft Stamsried
Die Verwaltungsgemeinschaft Stamsried liegt im Oberpfälzer Landkreis Cham und wird von folgenden Gemeinden gebildet:
1. Pösing, 1012 Einwohner, 9,13 km²
2. Stamsried, Markt, 2243 Einwohner, 43,42 km²

Sitz der Verwaltungsgemeinschaft ist Stamsried.